# 주 보험
주 보험(영어: State Insurance)는 뉴질랜드의 보험 중 하나이다. 2011년 기준으로, "주" 역할은 오스트레일리아 보험 그룹(Insurance Australia Group)의 자회사인 뉴질랜드 IAG(IAG New Zealand)가 맡고 있다.

## 역사
주 보험은 이전에는 주 보험 사무소로 알려져 있었다. 이전에 이것은 화재와 사고의 국가 보험으로 알려져 있었다.
1990년 주 보험법의 제정과 1963년 주 보험법의 폐지로 인해 뉴질랜드의 공기업이 되었다(State-Owned Enterprises of New Zealand).